# Retábulo de Wittenberg
O Retábulo de Wittenberg (ou Retábulo da Reforma) é um dos principais retábulos alados luteranos criados por Lucas Cranach, o Velho, e seu filho Lucas Cranach, o Jovem, para a Cidade Evangélica Luterana e Igreja Paroquial de Santa Maria em Wittenberg, Alemanha. O retábulo retrata as figuras-chave do luteranismo associadas à igreja paroquial de Wittenberg.